# 摩爾多瓦人
摩爾多瓦人是欧洲摩尔多瓦共和国的主体民族，大约占该国人口的76%。该民族以摩爾多瓦語（摩爾多瓦語并非獨立語言，而是羅馬尼亞語的分支）为母语。在歷史上，摩爾多瓦長期與羅馬尼亞是一個國家。也有不少人認為摩爾多瓦人和羅馬尼亞人事實上是同一民族。